# JWT
JWT (bis Februar 2005 J. Walter Thompson) war eine internationale Werbeagentur mit Hauptsitz in New York. Die Agentur wurde 1864 von James Walter Thompson gegründet und war nach eigenen Angaben die älteste Werbeagentur der Welt. Muttergesellschaft der Agentur war WPP Group mit Sitz in London. Im Jahr 2018 fusionierte das Unternehmen mit Wunderman zu Wunderman Thompson.
Das Unternehmen betrieb ein weltweites Agentur-Netz mit 10.000 Mitarbeitern in mehr als 200 Büros in über 90 Ländern.

## Firmengeschichte
J. Walter Thompson wird intern gern der „Commodore“ genannt, weil er begeisterter Segler war.
1864, mitten im amerikanischen Bürgerkrieg, begann William James Carlton in New York Anzeigenraum in religiösen Zeitschriften zu verkaufen. Das Geschäft lief gut und bald konnte er den jungen James Walter Thompson als Mitarbeiter für die Buchführung einstellen. Thompson überredete Carlton, das Geschäft auf andere Publikationen auszuweiten.
1877 verkaufte Carlton die Firma für 500 US-$ an seinen Angestellten Thompson.
Im Jahr 1878 gab Thompson der Firma seinen eigenen Namen. In einer Anekdote heißt es dazu: Eigentlich wollte er die Agentur James W. Thompson nennen. Als er aber feststellte, dass in New York bereits eine ganze Reihe von Herren mit diesem Namen Geschäfte tätigte, änderte er die Schreibweise in „J. Walter Thompson“.
In den folgenden 38 Jahren schuf Thompson die erste internationale Agenturkette und eine Reihe von Standardwerken über Werbung und Marken.
JWT war seit 1987 Teil der WPP Group, einer der weltweit größten Kommunikationsholdings. Im Jahr 2018 fusionierte JWT mit Wunderman zu Wunderman Thompson. Das fusionierte Unternehmen gehört weiterhin zur WPP Group.

## Deutschland
In Deutschland wurde J. Walter Thompson 1933 in Berlin gegründet und kurz vor Ausbruch des Zweiten Weltkriegs wieder geschlossen. Die Wiedereröffnung fand 1952 in Frankfurt am Main statt. Tom Sutton zog mit einer geborgten Schreibmaschine in ein umgebautes Badezimmer im Westend. Er etablierte das Kommissionssystem und gründete eine Werbeuniversität zur Ausbildung talentierten Nachwuchses. Später wurde er nach London gerufen, um das europäische Hauptquartier am Berkeley Square zu reorganisieren. Zuletzt beschäftigt JWT ca. 130 Mitarbeiter in Deutschland (Frankfurt am Main, Düsseldorf, Stuttgart).

## Kunden
Zu den Kunden gehörten große Unternehmen, wie z. B. Bayer, Nestlé, Mondelēz International, Mazda, Wilkinson, Nokia, Johnson & Johnson, Shell, Procter & Gamble, American Express, Gruner + Jahr, und HSBC.

## JWT Communication Group
Zu der nach dem Unternehmen benannten JWT Communications Group gehörten unter anderem folgende Agenturen:
- DSBK Activate
- RMG Connect
- Mindshare
- Transmission Advertising Services
- argonauten G2
- Research International
- Hill & Knowlton
- Brand Union
- Millward Brown
- Landor